# Die Kanaken
Die Kanaken ist das einzige deutschsprachige Musikalbum des türkischen Rockmusikers und Sängers Cem Karaca, das 1984 in Deutschland erschien, und gleichzeitig der Name der Musiker- und Freundesgruppe um Karaca, mit der das Album aufgenommen wurde. „Die Kanaken“ war die erste populäre türkische Musikgruppe überhaupt, die ein Album bei einer regulären deutschen Plattenfirma (Pläne, Dortmund) auf den Markt brachte.

## Musikstil
Stilistisch ist das Album ein Rockmusikwerk. Aufgrund der Sprache kann man es auf der einen Seite dem Deutschrock zurechnen, auf der anderen Seite sind musikalisch die Einflüsse des türkischen Anadolu Rock dominierend. Dadurch, dass sich die Albumtexte dabei betont gesellschaftskritisch geben, steht die Platte aber in gewisser Weise auch in der Tradition von deutschsprachigen Rockbands, die aus der Friedensbewegung der 1970er Jahre hervorgegangen sind, wie beispielsweise „bots“.

## Entstehungsgeschichte
Zu den „Kanaken“ gehörten neben Karaca die mit ihm befreundeten, damals bereits in Deutschland lebenden türkischstämmigen Musiker Fehiman Uğurdemir, Cengiz Öztunç, Sefa Pekelli, der klassische Musiker Betin Güneş und İsmail Tarlan sowie der Bassgitarrist Emanuel Stanley an. Die Aufnahmen für die einzige Schallplattenproduktion dieser Formation fanden im Tonstudio am Dom in Köln statt.
Auf dem Album wirkten neben den Musikern aus der Türkei noch Clemente Alfredo und Dick Städter mit.
Viele Lieder der Schallplatte hatten die Künstler bereits in der Musical- bzw. Theaterfassung von Ab in den Orientexpress, einer Erzählung „zum Thema Ausländerfeindlichkeit“ von Martin Burkert und Harry Bösecke aus den Jahren 1983 und 1984, eingebracht.
Mit deutschen Versen wie
Komm Türke - trink deutsches Bier,

dann bist du auch willkommen hier

Mit Prost wird Allah abserviert

Und du ein Stückchen integriert
thematisierten Karaca und seine Freunde die Situation der damaligen türkischen Gastarbeiter und Immigranten in Deutschland. Die allesamt von Cem Karaca (Musik), Ulrike Faber (Text und Musik) und Ralf Mähnhöfer (Text und Musik) stammenden Lieder tragen Titel wie Mein Deutscher Freund oder Es kamen Menschen an. Auch in dem am Westfälischen Landestheater 1985 entstandenen Rock-Musical „Kanaken“ von Cem Karaca und Martin Burkert. Dort spielten Cem Karaca und seine Band zum Teil sich selbst. Erfunden wurde eine zusätzliche Story, nämlich eine Liebesbeziehung zwischen seiner Schwester (Rolle Nelly: Hürdem Gürel-Riethmüller) und dem Schlagzeuger der Band Ismail Tarlan, die von der Mutter (gespielt von seiner damals schon über 70-jährige Mutter und legendären Schauspielerin Toto Karaca) mit großer Skepsis betrachtet wird... Regie führte Herbert Hauck.
Zwei Jahre nach seinem Erscheinen erschien mit Beim Kaffee (1986) die einzige Singleauskopplung aus Die Kanaken. Als B-Seite diente das türkischsprachige Çok yorgunum, welches zuvor bereits 1980 auf der Audiokassette und CD Bekle beni beim türkischen, am Hansaring in Köln beheimateten Musiklabel Türküola weltweit Veröffentlichung fand.

## Titelliste

### Seite 1
Mein deutscher Freund
In Mein deutscher Freund besingt Karaca die Situation der Gastarbeiterfamilien der ersten Generation strophenweise nacheinander aus der Perspektive von Vater, Mutter und Kind. Während in den Elternstrophen eine gewisse Trostlosigkeit des Lebens im neuen Heimatland zum Ausdruck kommt, bildet die Kinderstrophe einen optimistischen Abschluss: „Türkisch Kind und deutsches Kind/ihr sollt unsere Hoffnung sein/da wo jetzt noch Schranken sind/reißt sie nieder - stampft sie ein“.
Beim Kaffee
Das Lied, welches die einzige Singleauskopplung der Plattenfirma aus dem Album wird, thematisiert die interkulturelle Begegnung zwischen einer älteren Frau, einer „deutschen Oma“, und dem lyrischen Ich, einem türkischen Einwanderer. Die deutsche Oma lädt ihn zum Kaffeetrinken ein, um von der lange zurückliegenden von ausländerfeindlicher Hetze begleiteten Einwanderung ihrer Eltern als polnische Arbeitsmigranten ins Ruhrgebiet zu erzählen. Als der Vater die Beschimpfungen eines Tages nicht mehr aushält und eine gewalttätige Reaktion zeigt, wird er von einer Menge gelyncht. Karaca zieht Parallelen zur Situation türkischer Arbeitsmigranten („erst Polacken und jetzt Türken/fällt euch nichts Besseres ein“) um schließlich mit dem abermaligen Hinweis auf die „deutsche“ Oma als Symbol langfristig möglicher Integration, zumindest einen kleinen hoffnungsvollen Kontrapunkt zu setzen.
Total geschlaucht
Total geschlaucht thematisiert Arbeitslosigkeit und Jobsuche. Der Titel ist zwar auf sich bei der Jobsuche benachteiligt fühlende Einwanderer beziehbar, aber mit seinem Refrain „Ich glaub schon selber ich bin nichts wert/da ist doch was verkehrt“ ebenso auf die generelle Situation eines Arbeitslosen übertragbar.
Willkommen
Der Titel Willkommen in Kombination mit dem Liedtext setzt sich in ironischer Form mit der Erwartungshaltung Deutscher an türkische Einwanderer in den frühen 80er Jahren auseinander. Von Strophe zu Strophe wird der „Türke“ angeblich mehr integriert, tatsächlich wird aber nur Zurückhaltung, Zurücktreten, ein möglichstes Nichtauffallen sowohl in Kleidung und Sitten, als auch im Beruf von ihm erwartet. Die türkische Übersetzung nennt den Song „Integrations-Lied“.
Es kamen Menschen an
Dieses Lied beginnt sinngemäß mit dem Max Frisch zugeschriebenen Zitat über Gastarbeiter: „es wurden Arbeiter gerufen/doch es kamen Menschen an“, welches auch in dem Theaterstück Ab in den Orientexpress benutzt wurde. Es beschreibt die Situation der Arbeitsmigranten, nachdem sie sich mit den 1970er Jahren mehr und mehr unerwünscht in Deutschland fühlten, aus Sicht der Betroffenen: „solange es viel Arbeit gab/gab man die Drecksarbeit uns ab“, danach hätte man nur noch als Sündenböcke für „die große Krise“ gedient. Auch wirft das Lied die Frage nach dem Integrationswillen auf Deutscher Seite auf: „nur als Fremde sehen“ will man die Türken nach Einschätzung des Liedtexters.

### Seite 2
Schnüffler
Schnüffler ist ein kritisches Lied über den „großen Bruder, der dich beobachtet“ in Deutschland ohne einen spezifischen Zusammenhang mit dem migrantischen Leben in Deutschland, dafür sind aber Bezüge zu George Orwell 1984, das im Erscheinungsjahr der Platte wieder diskutiert wurde, erkennbar: „Schnüffler gibt es überall/im Kaufhaus und beim Maskenball/in Sträßenbahn und im Büro/vielleicht sogar bei dir im Klo“.
Orient-Express
Orient-Express ist der Titelsong des Theaterstücks/Musicals Ab in den Orientexpress zum Thema Ausländerfeindlichkeit. Es beschäftigt sich mit Parolen „auf den Mauern“, von denen die Wendung „ab in den Orientexpress“ der „letzte Türkenwitz“ sei. Das Lied steht im direkten Zusammenhang mit Maßnahmen der deutschen Bundesregierung zur „Förderung der Rückkehrbereitschaft“ von Ausländern.
Was sagst du
Existenzängste der Deutschen und der Türken im Deutschland der frühen 1980er werden in diesem Lied gegenübergestellt. Karaca geht im Refrain bei allen unterschiedlichen Sichtweisen einen Schritt auf den Deutschen zu, indem er sagt, dass er ihn mag und stellt im Gegenzug die Frage: „Was sagst du?“
Ayse, Meral, Semra
Die Pianoballade mit dem Alternativtitel Wie ein Vogel verarbeitet u. a. Karacas eigene Situation als politischer Flüchtling. Beklagt wird hierbei sowohl fehlende Freiheit in der Bundesrepublik Deutschland als auch die Unfreiheit in der Türkei sowie seine Angst bei einem sehnlichen Besuch von Freunden verhaftet zu werden. Das Lied steht wohl auch im Zusammenhang mit dem Tod von Karacas Vater ein Jahr nach seiner Flucht nach Deutschland, an dessen Beerdigung in der Türkei der verfolgte Künstler nicht teilnehmen konnte.
Çok yorgunum
Çok yorgunum, dessen Titel sich im Deutschen mit „Ich bin sehr müde“ übersetzten lässt, ist das einzige türkischsprachige Lied des ansonsten deutschsprachigen Albums Die Kanaken. Es war außerdem die B-Seite der einzigen Single-Auskopplung. Der Text stammt aus den Exilarbeiten Nazim Hikmets.

## Cover
Den größten Teil des Albumcovers nimmt eine Darstellung eines hellblauen bis weißen Himmels ein. Im oberen Drittel der Plattentasche ist mittig eine das Gesamtbild stark dominierende rechteckige Reproduktion eines Ölgemäldes in hochkantiger Ausrichtung abgebildet. Dieses („Zwei unter uns“ von Hanefi Yeter) zeigt ein an einem Lagerfeuer sitzendes Paar auf einem Hügel: der Mann liegt, die sitzende Frau hält den Kopf des Mannes. Der Darstellung der Kleidung und Gesichter nach lässt sich bei dem Paar eine südländische, womöglich türkische Herkunft vermuten. Hinter ihm erhebt sich ein Baum mit buntem Blätterwerk. Rechts des der Reproduktion des Gemäldes ist in großen kursiven Versalien den gesamten übrigen Platz ausfüllend der Albumtitel zu lesen, links in gleicher Weise der Name des Interpreten. Im untersten Achtel des Covers findet sich noch mittig das Markenzeichen der Plattenfirma.
Auf der Innenhülle befinden sich Übersetzungen aller Texte ins Türkische. Das Türkische Lied ist ins Deutsche übersetzt.

## Weitere Bedeutungen und Wirkung
Obwohl Karaca nach seiner Flucht in die Bundesrepublik bereits in Deutschland veröffentlicht hatte (auf dem Kölner Migrantenlabel Türküola) ist Die Kanaken sein erstes und zugleich auch einziges deutschsprachiges Werk.
Nedim Hazar, Musikjournalist und Gründer von Yarinistan, sieht in dem Pläne-Album für Türken in Deutschland die erste kleine „Öffnung der Tür“ zum deutschen Musikmarkt. Eine nachfolgende „Geburt der Kebap-Kultur“ und auch den Erfolg seiner eigenen Band (ihr erstes Album war ebenfalls deutschsprachig und erhielt 1986 den Preis der deutschen Schallplattenkritik) in der zweiten Hälfte der 80er Jahre steht seines Erachtens in direktem Zusammenhang mit dem Werk der „Kanaken“, das quasi als Initialzündung für das Aufkommen verschiedenartigster türkischer und deutsch-türkischer Populärmusiker in Deutschland bezeichnet werden kann, auch wenn diese anfangs kommerziell nur mäßigen Erfolg hatten.
Teile des Albums finden sich auch im Soundtrack der deutsch-türkischen Familienserie Unsere Nachbarn, die Baltas wieder, der von Karaca, Zülfü Livaneli und Ralf Mähnhöfer geschrieben wurde.
Das Stück Ab in den Orientexpress, in dem bis heute ein Großteil der Lieder des Albums verwendet werden (bei den ersten Aufführungen von der Band selbst), wird immer noch aufgeführt und ist zurzeit im Deutschen Theater Verlag zu erwerben. Für die Aufführungen ohne Karaca und seine Freunde hat der Musiker Ulrich Türk, bekannt u. a. durch seine Zusammenarbeiten mit dem Rezitator Lutz Görner, die Albumtitel später neu bearbeitet.
Das Album Die Kanaken, welches keine späteren Wiederveröffentlichungen erfuhr, erzielt auf Schallplattenbörsen heute zum Teil Höchstpreise.
Das Lied Mein Deutscher Freund, wurde beim Film Mein Freund, der Deutsche vom türkischen Regisseur Bilal Bahadır verwendet und ist gleichzeitig auch der Titelgeber des Films.
Dokumentiert wurde Cem Karacas kulturelles Wirken in Deutschland in dem 2016 in türkischer Sprache im ATLAS-VERLAG erschienenen Dokumentation Cem Karaca ve Die Kanaken des türkischen Musikjournalisten Münir Tireli.